# Giosuè Carducci
Giosuè Carducci [dʒozuˈɛ karˈduttʃi] (Valdicastello, 27 de julho de 1835 — Bolonha, 16 de fevereiro de 1907) foi um poeta italiano. Foi o primeiro italiano agraciado com o Nobel de Literatura, recebido em 1906.

## Vida
Fez universidade em Pisa e com apenas 25 anos ocupou a cátedra de literatura italiana da Universidade de Bolonha. Na juventude foi a figura central de um grupo de poetas que pretendia banir o romantismo para retornar à tradição clássica, tendência que manifestou em Rime (1857), sua primeira coletânea de poemas. Com preocupações ideológicas e humanísticas publicou as coletâneas Juvenilia (1868) e Levia gravia (1861-1871). Mais tarde evoluiu para uma postura menos radical e, com sua nomeação para senador (1890), aceitou publicamente o regime monárquico. Ainda foram marcantes os versos de Rime e ritmi (1899), obra de exaltação ao espírito italiano. O livro Odi barbare (1877) foi considerado sua obra-prima.
Pode-se encontrar colaboração da sua autoria na revista Atlântida (1915-1920).  

## Trabalhos
Nem sempre é fácil acompanhar o desenvolvimento da poesia de Carducci por meio das coleções que editou. O poeta, de fato, organizou suas composições várias vezes e de maneiras diferentes e deu um arranjo definitivo só mais tarde na edição de sua Opere publicada para Zanichelli entre 1889 e 1909. A seguir está uma lista de obras poéticas publicadas em um volume, depois reorganizadas em os 20 volumes de sua Opere.
- Rime, San Miniato, 1857.
- Levia Gravia, 1868.
- Poesie, Firenze, Barbera, 1871.
- Primavere elleniche, 1872.
- Nuove poesie, 1873.
- Odi barbare, 1877.
- Juvenilia, 1880.
- Levia Gravia, 1881.
- Giambi ed Epodi, 1882.
- Nuove odi barbare, 1882.
- Rime nuove, 1887.
- Terze odi barbare, 1889.
- Delle Odi barbare. Libri II ordinati e corretti, 1893.
- Rime e ritmi, 1899.
- Poesie. MDCCCL-MCM, 1901.

Abaixo estão os volumes poéticos da Opere. Os volumes, entretanto, não correspondem à ordem cronológica com que o poeta publicou suas primeiras coleções, mas referem-se mais do que qualquer outra coisa às distinções de gêneros e, portanto, encontramos poemas do mesmo período em diferentes coleções. As coleções seguem esta ordem:
- Juvenilia, em seis livros, 1850-1860
- Levia Gravia, em dois livros, 1861-1871
- Inno a Satana, 1863
- Giambi ed Epodi, em dois livros, 1867-1879
- Intermezzo, 1874-1887
- Rime Nuove, em nove livros, 1861-1887
- Odi barbare, em dois livros, 1873-1889
- Rime e Ritmi, 1889-1898
- Della Canzone di Legnano, Parte I, 1879

### Juvenilia
A primeira coletânea de poemas líricos, que Carducci reuniu e dividiu em seis livros sob o título Juvenilia (1850-1860), é sem dúvida inspirada na tradição clássica do grupo Amici pedanti, então constituído com o propósito de combater o romantismo dos florentinos. Nos versos da coleção podemos ver imediatamente sua imitação dos clássicos antigos, do Dolce Stil Novo, de Dante e Petrarca e, entre os modernos, Vittorio Alfieri, Monti, Foscolo e Leopardi.

Mas o espírito carducciano já é visível; o seu amor pela beleza do estilo, a pureza dos sentimentos e a celebração da liberdade, assim como a capacidade de valorizar tudo o que é genuíno, portanto também a linguagem das pessoas comuns.